# Catenanuova
Catenanuova est une commune italienne de la province d'Enna, dans la région Sicile.

## Géographie
Catenanuova se situe dans la vallée de Dittaino à 38 km à l'est d'Enna et 35 km à l'ouest de Catane. Une ligne de chemin de fer et l'autoroute A19 la relie à Catane et Palerme.

## Climat
Il a été mesuré 48,5 °C à Catenanuova le 10 août 1999 ce qui serait la plus haute température jamais enregistrée en Italie et en Europe. Cependant, cette température n'est pas officielle selon l'Organisation météorologique mondiale, qui donne le record européen à Athènes à 48,0 °C. En effet, la mesure n'a pas été prise par une station météorologique homologuée (conforme aux normes en vigueur) de l'OMM, la plus proche station reconnue étant celle d'Enna à 37 km de là.

## Administration
| Période                                  | Période | Identité | Étiquette | Qualité |
| ---------------------------------------- | ------- | -------- | --------- | ------- |
|                                          |         |          |           |         |
| Les données manquantes sont à compléter. |         |          |           |         |

### Hameaux
nessuna frazione

### Communes limitrophes
Agira, Castel di Judica, Centuripe, Regalbuto